# Rheinfähre Gernsheim
Die Rheinfähre Gernsheim ist eine Fährverbindung über den Rhein bei Gernsheim. Sie ist neben der Rheinfähre Landskrone in Nierstein die einzige Möglichkeit, zwischen den beiden rheinland-pfälzischen Städten Mainz (Weisenauer Brücke) und Worms (Nibelungenbrücke Worms) mit einem Kraftfahrzeug über den Rhein zu kommen.

## Geografische Lage
Die Fähre befindet sich bei Rheinkilometer 461,7. Sie verbindet auf der hessischen rechten Rheinseite die Stadt Gernsheim mit den linksrheinischen rheinhessischen Gemeinden Eich und Hamm.

## Geschichte
Eine Rheinfähre in dieser Relation bestand mindestens seit dem Mittelalter. Das Kloster Otterberg besaß das Fährrecht.
1939 wurde die Fähre von der Rheinbrücke Gernsheim (Rheinkilometer 461,5) ersetzt, die Brücke aber 1945 von der Wehrmacht gesprengt und nach dem Zweiten Weltkrieg nicht wieder aufgebaut.
Am 21. Dezember 2015 wurde die neue Rheinfähre des Gernsheimer Rheinfährbetriebes der Familie Fretter auf den Namen „Helene“ eingeweiht. Damit wurde die „Stadt Gernsheim“ nach 50 Jahren abgelöst, das Schiff wurde an die Rheinfähre Nierstein abgegeben.

## Betrieb
Die „Helene“ ist ein Schiff mit 62,80 m Länge hat 50 % mehr Ladekapazität als ihre Vorgängerin und kann ca. 28 Fahrzeuge aufnehmen.
Der Fährbetrieb konnte auch bei dem bis jetzt niedrigsten Stand des Pegels Worms von 2 cm aufrechterhalten werden, bei welchem Pegelstand der Betrieb eingestellt werden muss, ist noch nicht bekannt.